# 배리 켈리
배리 켈리(Barry Kelley, 1908년 8월 19일 ~ 1991년 6월 15일)는 미국의 배우, 텔레비전 배우, 연극 배우, 영화배우이다.

## 영화
- 익스트로더네리 씨맨 (1969년)
- 러브 버그 (1969년)
- 시카고의 7인 (1964년)
- 리오 콘초스 (1964년)
- 잭 더 자이언트 킬러 (1962년)
- 맨츄리안 켄디데이트 (1962년)
- 미스터 에드 (1961년)
- 엘머 갠트리 (1960년)
- 보난자 (1959년)
- 선셋 77번가 (1958년)
- 부캐넌의 고독한 질주 (1958년)
- 서부의 파라딘 (1957년)
- 독수리의 날개 (1957년)
- 조커 이즈 와일드 (1957년)
- 딜론 보안관 (1955년)
- 샤이안 (1955년)
- 심판 (1955년)
- 디즈니랜드 (1954년) - 소여 역
- 법과 질서 (1953년)
- 캐리 (1952년)
- 프란시스 고즈 투 더 레이시스 (1951년)
- 웰 (1951년)
- 날으는 해병대 (1951년)
- 러브 댓 브루트 (1950년)
- 와바시 애비뉴 (1950년)
- 아스팔트 정글 (1950년)
- 벨브디어씨 대학가다 (1949년)
- 포스 오브 이블 (1948년)
- 부메랑 (1947년)